# عروسی بزرگ (مجموعه تلویزیونی)
عروسی بزرگ (انگلیسی: The Greatest Marriage; کره‌ای: 최고의 결혼) یک مجموعه تلویزیونی محصول کره جنوبی سال ۲۰۱۴ بر پایه رمانی با همین نام اثر جونگ یی جون و با بازی پارک شی یون، به سو بین و نو مین وو است. این مجموعه از ۲۷ سپتامبر تا ۲۷ دسامبر ۲۰۱۴، شنبه‌ها ساعت ۲۳:۰۰ (کی‌اس‌تی) از تی‌وی چوسان پخش شد.